# Lepidium coronopifolium
Lepidium coronopifolium är en korsblommig växtart som beskrevs av Fisch. och Dc. Lepidium coronopifolium ingår i släktet krassingar, och familjen korsblommiga växter. Inga underarter finns listade i Catalogue of Life.